# باراليا فيرغاس (ميسينيا)
باراليا فيرغاس (Παραλία Βέργας) هي مدينة في ميسينيا في مقاطعة كينتريكي إلادا في اليونان.